# Crux (periódico en línea)
Crux es un periódico en línea de informaciones relacionadas con la Iglesia católica. Desde septiembre de 2014 hasta marzo de 2016 fue propiedad de The Boston Globe. Desde abril de 2016 es de propiedad independiente. 

## Historia
El lanzamiento fue en septiembre de 2014, como parte de un proyecto de The Boston Globe para generar múltiples sitios web especializados. Desde el principio su objetivo es cubrir la información sobre la Iglesia Católica y temas relacionados con la vida de los católicos, incluidas columnas de consejos sobre distintas cuestiones. Lleva a cabo una cobertura en profundidad de la información relativa a la Santa Sede, motivo por el cual desde su origen tiene un corresponsal en el Vaticano en su equipo editorial de seis personas. Su editor asociado fue John Allen, un conocido y antiguo corresponsal del Vaticano. A finales de marzo de 2016 The Boston Globe anunció que cerraba Crux por motivos económicos. En ese momento trabajaban Allen, junto con Inés San Martín, responsable de la oficina del periódico en Roma, y Shannon Levitt, editora asociada, y decidieron seguir adelante.
El 31 de marzo de 2016, The Boston Globe decidió abandonar Crux, argumentando que no habían conseguido la publicidad necesaria para el proyecto, y transfirieron la propiedad al personal de Crux. Con Allen como nuevo editor, Crux recibió el apoyo económico de los Caballeros de Colón y varias diócesis católicas.  En 2018 Allen seguía siendo el editor.
Las noticias de este periódico han sido citadas en medios como The New York Times y The Washington Post . En la revista de noticias italiana L'Espresso, el periodista Sandro Magister describió Crux como "el portal de información católica líder en los Estados Unidos y quizás en el mundo".